# Galícia Esporte Clube
Il Galícia Esporte Clube, noto anche semplicemente come Galícia, è una società calcistica brasiliana con sede nella città di Salvador, capitale dello stato di Bahia.

## Storia
Il Galícia è stato fondato il 1º gennaio 1933 da immigrati provenienti dalla comunità autonoma della Galizia, in Spagna. Il suo fondatore e primo presidente è stato il signor Eduardo Castro de la Iglesias.
Il Galícia è stato primo il club a vincere il Campionato Baiano tre volte di fila, diventando rapidamente una delle squadre più forti dello stato. Nei primi dieci anni, il club ha vinto il campionato nel 1937, 1941, 1942 e 1943, ed era stato finalista in cinque occasioni (nel 1935, 1936, 1938, 1939 e 1940).
Tuttavia, dopo questo superbo inizio, il club è riuscito a tornare al vertice solo nel 1968, quando ha vinto il suo quinto e ultimo titolo statale. Inoltre, era stato di nuovo finalista nel 1967, 1980, 1982 e 1995.
La miglior prestazione del Galícia nelle competizioni regionali risale al 1969, quando perse la finale della zona nord-est del Torneio Norte-Nordeste. Il club ha partecipato solo due volte al Campeonato Brasileiro Série A: nel 1981 e nel 1983.
Nel 1999, la squadra è retrocessa nel Campeonato Baiano Segunda Divisão.
Nel 2001, il Galícia occupava il 54º posto nel ranking dei club brasiliani della prestigiosa rivista "Placar".
Nel 2013, il Galícia ha vinto il Campeonato Baiano Segunda Divisão, ritornando nella massima divisione statale dopo 14 anni di assenza.

## Palmarès

### Competizioni statali
- Campionato Baiano: 5

1937, 1941, 1942, 1943, 1968
- Campeonato Baiano Segunda Divisão: 3

1985, 1988, 2013

### Altri piazzamenti
- Campionato Baiano:

Secondo posto: 1935, 1936, 1938, 1939, 1940, 1967, 1980, 1982, 1995
- Campeonato Baiano Segunda Divisão:

Secondo posto: 2007